# Tenellia ventilabrum
Tenellia ventilabrum är en snäckart som först beskrevs av Dalyell 1853.  Tenellia ventilabrum ingår i släktet Tenellia och familjen Tergipedidae. Inga underarter finns listade i Catalogue of Life.